# Mika Brzezinski

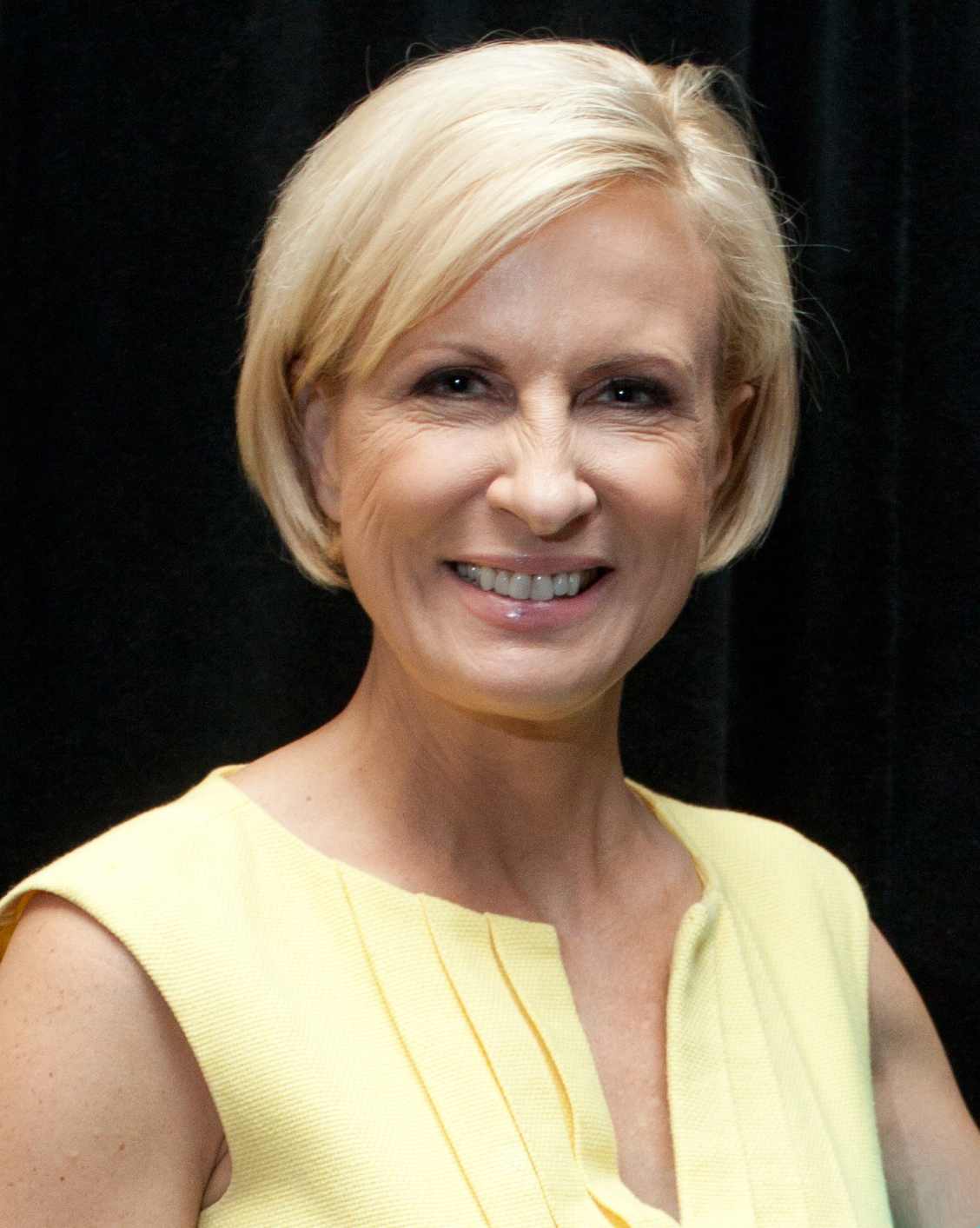
Mika Brzezinski (Mai 2011)

Mika Emilie Leonia Brzezinski Scarborough (* 2. Mai 1967 in New York City) ist eine US-amerikanische Fernsehmoderatorin und Journalistin. Brzezinski moderiert bei MSNBC die tägliche Fernsehsendung Morning Joe zusammen mit dem früheren republikanischen Politiker Joe Scarborough, mit dem sie seit 2018 verheiratet ist.

## Leben
Mika Brzezinski wurde 1967 als Tochter des polnischstämmigen amerikanischen Politikers Zbigniew Brzeziński, der von 1977 bis 1981 als nationaler Sicherheitsberater in der US-Regierung Carter amtierte, und der Bildhauerin Emilie Anna Benes geboren. Ihre Kindheit verbrachte Brzezinski auf dem Gelände der Columbia University, wo ihr Vater zu dieser Zeit als Dozent tätig war. 1976 zog die Familie nach McLean in Virginia in der Nähe von Washington, D.C. Ihre Highschool-Zeit verbrachte sie auf der Madeira School. 1989 erwarb Brzezinski einen Abschluss im Fach Englisch am Williams College in Williamstown in Massachusetts.
1993 heiratete sie den Nachrichtenreporter James Hoffer, mit dem sie zwei Kinder hat.  Die Ehe wurde 2016 geschieden. Im Mai 2017 verlobte sie sich mit ihrem Kollegen Joe Scarborough. Sie heirateten am 24. November 2018 in Washington.

## Karriere als Journalistin
1990 schlug Brzezinski die journalistische Laufbahn als Mitarbeiterin in der Redaktion der von ABC ausgestrahlten Informationssendung World News This Morning ein. 1992 wechselte sie zu WTIC-TV in Hartford, Connecticut. 1995 übernahm sie die Moderation der werktäglichen Nachrichtensendung des Senders. 1997 verließ Brzezinski WTIC, um für die Nachrichten-Redaktion bei CBS zu arbeiten. Dort wurde sie als Korrespondentin und als Anchor-Frau der nächtlichen Info-Sendung Up to the Minute eingesetzt.
2000 wurde Brzezinski bei dem Kabelnachrichtensender MSNBC als Moderatorin der Nachmittagssendung Home Page engagiert, durch die sie gemeinsam mit Gina Gaston und Ashleigh Banfield führte. Im September 2001 kehrte sie als Korrespondentin zu CBS zurück. Unmittelbar nach dem Antritt dieses Jobs erlebte sie die Anschläge auf das World Trade Center in New York mit, wobei sie vom Zusammensturz des sogenannten Südturms live berichtete. Im Januar 2007 kehrte Brzezinski zu MSNBC zurück, wo sie seither zusammen mit Joe Scarborough die politische Sendung Morning Joe, eine im Frühstücksprogramm ausgestrahlte Nachrichtensendung, moderiert. Während Scarborough Mitglied der Republikanischen Partei ist, gehört Brzezinski den Demokraten an. Ergänzend dazu übernimmt sie gelegentlich Aufgaben als Gastmoderatorin anderer Sendungen im Programm von MSNBC wie 1600 Pennsylvania Avenue.
Aufsehen fand Mika Brzezinski, als der republikanische Präsidentschaftskandidat John McCain sie im Oktober 2008 als Unterstützerin seines Gegenkandidaten Barack Obama bezeichnete und damit ihre journalistische Integrität in Frage stellte. Seit dem 8. Dezember 2008 moderieren Brzezinski und Scarborough außerdem eine zweistündige Sendung im Programm der in New York City ansässigen Radioanstalt WABC.
Im Januar 2011 äußerte sie während der Nachrichtensendung, dass es nicht nachrichtenwürdig sei, Sarah Palins Reaktion auf Präsident Obamas Rede über die Schießerei von Tucson zu erwähnen.

### Der „Hilton-Zwischenfall“
Aufsehen erregte Brzezinski 2007, als sie sich in einer Ausgabe von Morning Joe beharrlich weigerte, eine Meldung über die Haftentlassung der Hotelerbin Paris Hilton zu verlesen. Sie begründete diesen Schritt damit, dass sie in dieser Nachricht keinen Informationswert für das Publikum entdecken könne und dass sie außerdem der ständigen Medienpräsenz Hiltons ohnehin überdrüssig sei. Im Anschluss an die erste Erklärung dieser Haltung im Gespräch mit ihren Co-Moderatoren zerriss Brzezinski das Blatt mit der Meldung über Hilton; eine ihr wenig später zur Verlesung vorgelegte Kopie mit derselben Meldung jagte sie durch den Reißwolf. Während Co-Moderatoren und Produzenten von Morning Joe die Szene mit Verwirrung beziehungsweise Gereiztheit aufnahmen, fand Brzezinski beim Publikum weitgehende Anerkennung, was sich in einer Vielzahl positiver E-Mail-Zuschriften und Interesse an Videoclips der Szene niederschlug.

### Beleidigung durch Donald Trump
Mika Brzezinski kritisierte in einer ihrer Sendungen den US-Präsident Donald Trump scharf. Im Juni 2017 hielt sie ihm unter anderem vor, per Twitter über das äußere Erscheinungsbild von Menschen herzuziehen und täglich zu lügen. Trump würde die Autorität seiner Mitarbeiter untergraben; sie als Bauernopfer missbrauchen.
Daraufhin beleidigte Trump in mehreren Tweets die MSNBC-Journalistin, verunglimpfte sie als die „verrückte Mika mit dem niedrigen IQ“ und ihren Ko-Moderatoren und Partner Joe Scarborough als „Psycho Joe“.
Eine Reihe von Republikanern äußerten sich kritisch zu Trumps Tweets. Selbst ein Kommentator des konservativen Senders Fox News sagte: „Allen, die nicht von ihm bezahlt werden, ist es ganz klar, dass er eine Linie überschritten hat.“ Trumps Sprecherin Sarah Huckabee Sanders sagte hingegen, Trump vergelte Feuer mit Feuer.